# Désirée (aardappel)

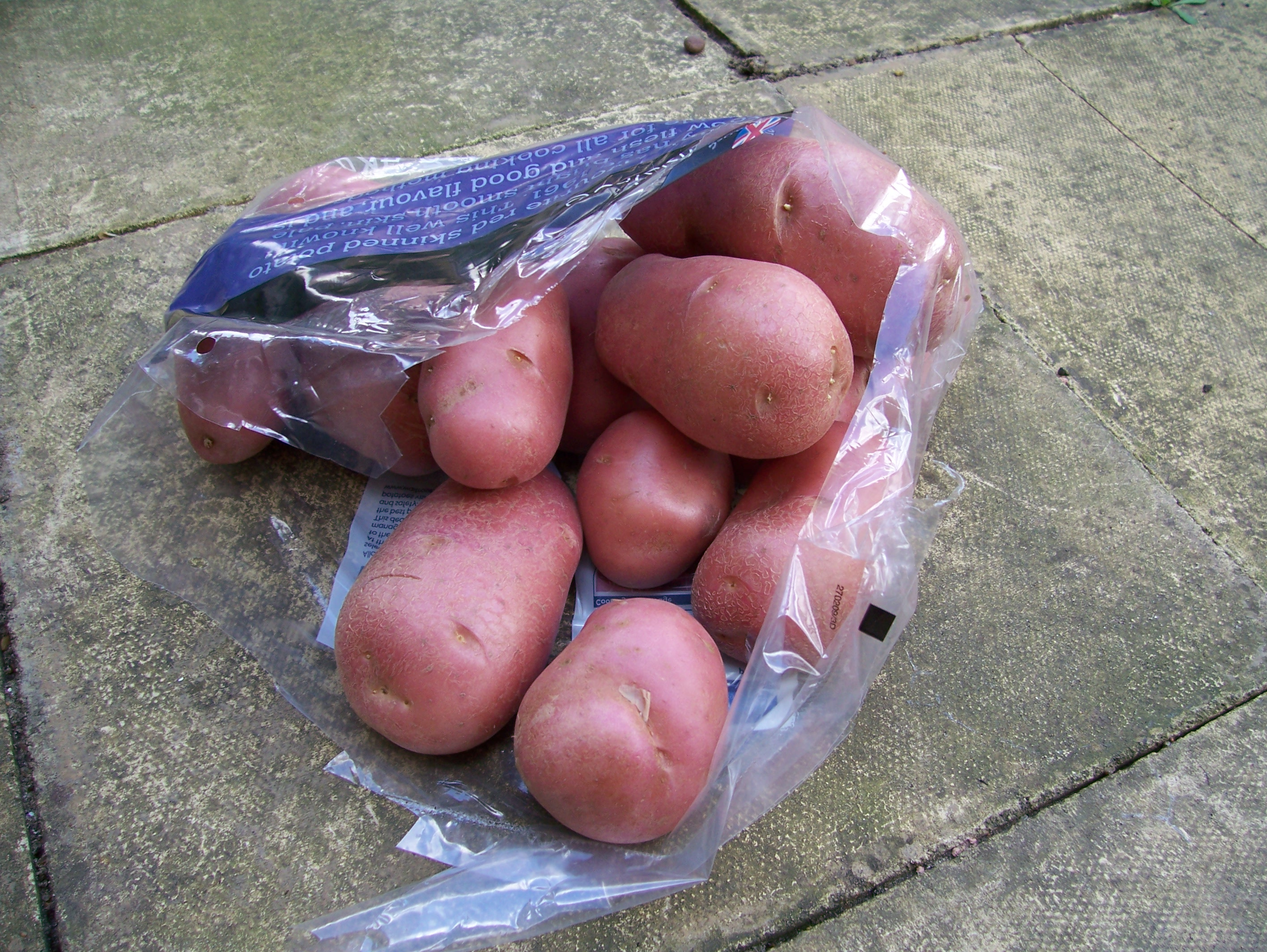

Désirée is een aardappelras dat in 1951 is ontstaan uit de kruising: Urgenta × Depesche en in 1962 in de handel is gebracht. De kruising is gemaakt door de Z.P.C. te Leeuwarden.
Het is een middenvroeg tot middenlaat rijpend consumptieaardappelras en heeft lichtgeelvlezige, langovale, vlakogige knollen met een rode schil.
De plant is weinig gevoelig voor droogte. Het loof ontwikkelt zich vrij vroeg en is hoog tot middelmatig hoog. De stengels zijn spreidend tot halfopgericht. De bloem is roodpaars.
De consumptiekwaliteit is vergelijkbaar met die van bintje. De gekookte aardappel is redelijk vastkokend tot melig en heeft een neutrale smaak. Ook is de aardappel geschikt voor de verwerking tot friet.

## Ziekten
Het blad van Désirée is matig vatbaar voor de aardappelziekte, maar de knol vrij weinig. Het ras is nogal vatbaar voor schurft en onvatbaar voor wratziekte. Verder is het ras weinig vatbaar voor het YN-virus en nogal vatbaar voor bladrol.